# 伊圖姆卡列區

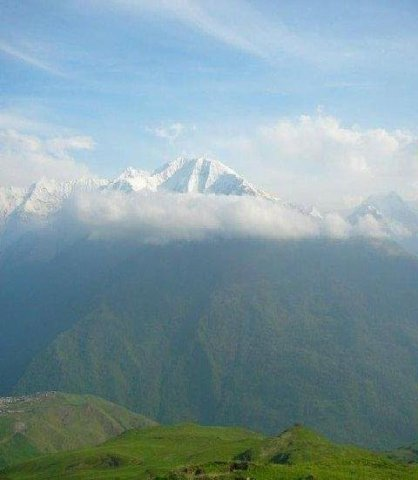

伊圖姆卡列區（俄语：Итум-Калинский район），是俄羅斯的一個區，位於該國西南部，由車臣共和國負責管轄，面積2,000平方公里，2010年人口5,483，人口密度每平方公里2.74人。